# Веселе (заказник)
Весе́ле — гідрологічний заказник місцевого значення в Україні. Розташований у межах Бахмацького району Чернігівської області, на південь від селища Веселе. 
Площа 60 га. Статус присвоєно згідно з рішенням Чернігівського облвиконкому від 27.12.1984 року № 454; від 28.08.1989 року № 164. Перебуває у віданні ДП «Борзнянське лісове господарство» (Бахмацьке л-во, кв. 16, 17). 
Статус присвоєно для збереження лучно-болотного природного комплексу в долині невеликої правої притоки річки Басанка. На підвищених сухіших ділянках зростає кілька дібров (у домішку — береза, осика, вільха).